# Natalia Hawthorn
Natalia Hawthorn, född 12 januari 1995, är en friidrottare från Kanada. Hon deltog vid olympiska sommarspelen 2020.